# ۱۱۷۴ (میلادی)
۱۱۷۴ (خورشیدی) هزار و صد و هفتاد و چهارمین سال [[تقویم 
خورشیدی]] است. در این سال آقا محمدخان قاجار تاج گذاری نمود و تهران رو بعنوان پایتخت برگزید.

## مناسبت‌ها
- آغاز ساخت برج پیزا

## رویدادها
- تاجگذاری رسمی آقا محمد خان قاجار در تهران و رسمیت یافتن این شهر به عنوان پایتخت ایران

## زادگان
- تئودور یکم لاسکاریس، نخستین امپراتور نیقیه (امپراتور بیزانس درتبعید) (تاریخ احتمالی)

## درگذشتگان
- چنگیزخان

‎